# Rockline
Rockline je slovenski interaktivni glasbeni spletni portal z dnevnimi novicami, recenzijami, koncertnimi reportažami iz Slovenije in celotne srednje Evrope. Ukvarja se skoraj izključno z rock ter metal glasbo, poudarek pa je na progresivnem rocku ter glasbi slovenske glasbene scene, od leta 2018 se Rockline.si smatra kot največji tovrstni medij v svoji regiji. Zanj delajo urednik Aleš Podbrežnik (ki dela tudi kot novinar in fotograf), Denis Paradiž, Urban Bolta, Nina Grad, Jerneja Jerak, Rok Klemše, Peter Podbrežnik, Jernej Vene in Sebastijan Videc.

## Vsebina
- Novice: dnevne novice na področju glasbe – novice o izvajalcih (ter njihovih albumih), napovedi koncertov ter splošne novice.
- Recenzije: recenzije in ocene glasbenih albumov. Ocene so podane z od 1 do 5 zvezdic.
- Reportaže:  reportaže s koncertov in festivalov v Slovenije in v tujini.
- Intervjuji: intervjuji z mnogo glasbeniki, med drugimi tudi z Ianom Gillianom (Deep Purple), Alenom Steržajem (Big Foot Mama), Davidom Pajom (Slint), Petrom Hookom (Joy Division in New Order) in Momčilom Bajagićem – Bajago (Bajaga i Instruktori).
- Rocklajna: članki o glasbenih gibanjih in scenah, retrospektivni članki o albumih in izvajalcih ter razni seznami.
- Dogodki: prihajajoči glasbeni dogodki, kot so festivali in koncerti.
- Nagradne igre: nagradne igre spletnega portala.
- Forum: spletni forum s prosto registracijo.
- Rockline TV: videoposnetki raznih intervjujev in koncertov.